# Elymnias pseudalumna
Elymnias pseudalumna är en fjärilsart som beskrevs av Hans Fruhstorfer 1911. Elymnias pseudalumna ingår i släktet Elymnias och familjen praktfjärilar. Inga underarter finns listade i Catalogue of Life.